# Arrondissement di Vierzon
L'arrondissement di Vierzon è un arrondissement dipartimentale della Francia situato nel dipartimento del Cher, appartenente alla regione del Centro-Valle della Loira.

## Storia
L'arrondissement fu creato nel 1984.

## Composizione
L'arrondissement è composto da 43 comuni raggruppati in 8 cantoni:
- cantone di Argent-sur-Sauldre
- cantone di Aubigny-sur-Nère
- cantone di La Chapelle-d'Angillon
- cantone di Graçay
- cantone di Lury-sur-Arnon
- cantone di Mehun-sur-Yèvre
- cantone di Vierzon-1
- cantone di Vierzon-2